# Saison 2010 de l'équipe cycliste Rabobank
La saison 2010 de l'équipe cycliste Rabobank est la quinzième saison de l'équipe. Cette dernière a le statut d'équipe ProTour depuis 2005. Elle termine l'année à la troisième place du classement mondial par équipes. Elle a remporté 21 courses du calendrier international sur route de l'Union cycliste internationale, dont les classiques Milan-San Remo et Paris-Tours, gagnées par Óscar Freire, et le Grand Prix cycliste de Montréal, remporté par Robert Gesink. Au Tour de France, Denis Menchov a pris la deuxième place du classement général et Robert Gesink la cinquième.

## Préparation de la saison 2010

### Arrivées et départs
| Arrivées          | Équipe 2009          |
| ----------------- | -------------------- |
| Steven Kruijswijk | Rabobank Continental |
| Dennis van Winden | Rabobank Continental |

| Départs             | Équipe 2010             |
| ------------------- | ----------------------- |
| Bram de Groot       | retraite                |
| Marc de Maar        | UnitedHealthcare-Maxxis |
| Juan Antonio Flecha | Sky                     |
| Mathew Hayman       | Sky                     |
| Pedro Horrillo      | retraite                |

## Coureurs et encadrement technique

### Effectif
| Cycliste            | Date de naissance | Nationalité | Équipe 2009          |
| ------------------- | ----------------- | ----------- | -------------------- |
| Mauricio Ardila     | 21 mai 1979       | Colombie    | Rabobank             |
| Lars Boom           | 30 décembre 1985  | Pays-Bas    | Rabobank             |
| Graeme Brown        | 9 avril 1979      | Australie   | Rabobank             |
| Stef Clement        | 24 septembre 1982 | Pays-Bas    | Rabobank             |
| Rick Flens          | 11 avril 1983     | Pays-Bas    | Rabobank             |
| Óscar Freire        | 15 février 1976   | Espagne     | Rabobank             |
| Juan Manuel Gárate  | 24 avril 1976     | Espagne     | Rabobank             |
| Robert Gesink       | 31 mai 1986       | Pays-Bas    | Rabobank             |
| Dmitry Kozontchuk   | 5 avril 1984      | Russie      | Rabobank             |
| Steven Kruijswijk   | 7 juin 1987       | Pays-Bas    | Rabobank Continental |
| Sebastian Langeveld | 17 janvier 1985   | Pays-Bas    | Rabobank             |
| Tom Leezer          | 26 décembre 1985  | Pays-Bas    | Rabobank             |
| Paul Martens        | 26 octobre 1983   | Allemagne   | Rabobank             |
| Denis Menchov       | 25 janvier 1978   | Russie      | Rabobank             |
| Koos Moerenhout     | 5 novembre 1973   | Pays-Bas    | Rabobank             |
| Bauke Mollema       | 26 novembre 1986  | Pays-Bas    | Rabobank             |
| Grischa Niermann    | 3 novembre 1975   | Allemagne   | Rabobank             |
| Nick Nuyens         | 5 février 1980    | Belgique    | Rabobank             |
| Joost Posthuma      | 8 mars 1981       | Pays-Bas    | Rabobank             |
| Kai Reus            | 11 mars 1985      | Pays-Bas    | Rabobank             |
| Tom Stamsnijder     | 15 mai 1985       | Pays-Bas    | Rabobank             |
| Bram Tankink        | 3 décembre 1978   | Pays-Bas    | Rabobank             |
| Laurens ten Dam     | 13 novembre 1980  | Pays-Bas    | Rabobank             |
| Maarten Tjallingii  | 5 novembre 1977   | Pays-Bas    | Rabobank             |
| Jos van Emden       | 18 février 1985   | Pays-Bas    | Rabobank             |
| Dennis van Winden   | 2 décembre 1987   | Pays-Bas    | Rabobank Continental |
| Pieter Weening      | 5 avril 1981      | Pays-Bas    | Rabobank             |
| Stagiaire           | Date de naissance | Nationalité | Équipe 2010          |
| Jetse Bol           | 8 septembre 1989  | Pays-Bas    | Rabobank Continental |

## Bilan de la saison

### Victoires

#### Sur route
| Date       | Course                                       | Pays     | Classe | Vainqueur       |
| ---------- | -------------------------------------------- | -------- | ------ | --------------- |
| 08/02/2010 | Trofeo Cala Millor                           | Espagne  | 1.1    | Óscar Freire    |
| 22/02/2010 | 2e étape du Tour d'Andalousie                | Espagne  | 2.1    | Óscar Freire    |
| 23/02/2010 | 3e étape du Tour d'Andalousie                | Espagne  | 2.1    | Óscar Freire    |
| 07/03/2010 | Prologue de Paris-Nice                       | France   | HIS    | Lars Boom       |
| 20/03/2010 | Milan-San Remo                               | Italie   | HIS    | Óscar Freire    |
| 05/04/2010 | 1re étape du Tour du Pays basque             | Espagne  | PT     | Óscar Freire    |
| 06/04/2010 | 2e étape du Tour du Pays basque              | Espagne  | PT     | Óscar Freire    |
| 11/06/2010 | Prologue du Delta Tour Zeeland               | Pays-Bas | 2.1    | Jos van Emden   |
| 16/06/2010 | 1re étape du Ster Elektrotoer                | Pays-Bas | 2.1    | Jos van Emden   |
| 17/06/2010 | 6e étape du Tour de Suisse                   | Suisse   | PT     | Robert Gesink   |
| 23/06/2010 | Championnat des Pays-Bas du contre-la-montre | Pays-Bas | CN     | Jos van Emden   |
| 08/07/2010 | 5e étape du Tour d'Autriche                  | Autriche | 2.HC   | Nick Nuyens     |
| 10/07/2010 | 7e étape du Tour d'Autriche                  | Autriche | 2.HC   | Joost Posthuma  |
| 11/07/2010 | 8e étape du Tour d'Autriche                  | Autriche | 2.HC   | Graeme Brown    |
| 06/08/2010 | 6e étape du Tour de Pologne                  | Pologne  | PT     | Bauke Mollema   |
| 20/08/2010 | 3e étape de l'Eneco Tour                     | Belgique | PT     | Koos Moerenhout |
| 05/09/2010 | Grand Prix Jef Scherens                      | Belgique | 1.1    | Lars Boom       |
| 12/09/2010 | Grand Prix cycliste de Montréal              | Canada   | PT     | Robert Gesink   |
| 15/09/2010 | Grand Prix de Wallonie                       | Belgique | 1.1    | Paul Martens    |
| 09/10/2010 | Tour d'Émilie                                | Italie   | 1.HC   | Robert Gesink   |
| 10/10/2010 | Paris-Tours                                  | France   | 1.HC   | Óscar Freire    |

#### En cyclo-cross
| Date       | Course                                  | Pays       | Classe | Vainqueur |
| ---------- | --------------------------------------- | ---------- | ------ | --------- |
| 10/01/2010 | Championnat des Pays-Bas de cyclo-cross | Pays-Bas   | CN     | Lars Boom |
| 05/12/2010 | Grand Prix Julien Cajot, Leudelange     | Luxembourg | C2     | Lars Boom |
| 26/12/2010 | Coupe du monde #6, Heusden-Zolder       | Belgique   | CDM    | Lars Boom |

### Résultats sur les courses majeures
Les tableaux suivants représentent les résultats de l'équipe dans les principales courses du calendrier international (les cinq classiques majeures et les trois grands tours). Pour chaque épreuve est indiqué le meilleur coureur de l'équipe, son classement ainsi que les accessits glanés par Rabobank sur les courses de trois semaines.

#### Classiques
| Classique            | Milan-San Remo     | Tour des Flandres         | Paris-Roubaix            | Liège-Bastogne-Liège | Tour de Lombardie   |
| -------------------- | ------------------ | ------------------------- | ------------------------ | -------------------- | ------------------- |
| Coureur (classement) | Óscar Freire (1er) | Sebastian Langeveld (22e) | Maarten Tjallingii (31e) | Paul Martens (14e)   | Bauke Mollema (12e) |

#### Grands tours
| Grand tour           | Tour d'Italie       | Tour de France                                          | Tour d'Espagne      |
| -------------------- | ------------------- | ------------------------------------------------------- | ------------------- |
| Coureur (classement) | Bauke Mollema (12e) | Robert Gesink (5e)                                      | Denis Menchov (41e) |
| Accessits            | -                   | Classement des sprints intermédiaires (Tom Stamsnijder) | -                   |

### Classement UCI
L'équipe Rabobank termine à la troisième place du Calendrier mondial avec 946 points. Ce total est obtenu par l'addition des points des cinq meilleurs coureurs de l'équipe au classement individuel que sont Robert Gesink, 6e avec 379 points, Denis Menchov, 15e avec 251 points, Óscar Freire, 40e avec 125 points, Bauke Mollema, 52e avec 104 points, et Koos Moerenhout, 58e avec 87 points,.
| Rang | Coureur            | Points |
| ---- | ------------------ | ------ |
| 6    | Robert Gesink      | 379    |
| 15   | Denis Menchov      | 251    |
| 40   | Óscar Freire       | 125    |
| 52   | Bauke Mollema      | 104    |
| 58   | Koos Moerenhout    | 87     |
| 92   | Lars Boom          | 48     |
| 106  | Maarten Tjallingii | 35     |
| 145  | Tom Leezer         | 14     |
| 146  | Mauricio Ardila    | 14     |
| 150  | Graeme Brown       | 13     |
| 164  | Steven Kruijswijk  | 10     |
| 192  | Juan Manuel Gárate | 6      |
| 208  | Paul Martens       | 4      |
| 211  | Jos van Emden      | 4      |
| 273  | Rick Flens         | 1      |